# 1538
Évszázadok: 15. század – 16. század – 17. század
Évtizedek: 1480-as évek – 1490-es évek – 1500-as évek – 1510-es évek – 1520-as évek – 1530-as évek – 1540-es évek – 1550-es évek – 1560-as évek – 1570-es évek – 1580-as évek
Évek: 1533 – 1534 – 1535 – 1536 –  1537 – 1538 – 1539 – 1540 – 1541 – 1542 – 1543

## Események

### Határozott dátumú események
- február 24. – I. János király és Habsburg Ferdinánd megkötik a váradi békét.[1]
- július 14. – Aigues-Mortes-ban V. Károly német-római császár és I. Ferenc francia király békét köt egymással.[2]
- november 1. – Segesváron I. János magyar király megrendezi az első nyilvános magyarországi hitvitát.[3]

### Határozatlan dátumú események
- az év folyamán –
  - Elkezdődik a második török–portugál háború.
  - Megérkezik az első afrikai rabszolgaszállítmány Brazíliába.[4]
  - A hagyomány szerint ebben az évben válik reformátussá a debreceni városi iskola, ezért ezt tekintik a Debreceni Református Kollégium alapítási évének, de a dátum bizonytalan.[5][6][7]

## Születések
- december 8. – Istvánffy Miklós politikus, költő, humanista történetíró, alnádor († 1615)

## Halálozások
- október 15. – Foix Germána aragón, szicíliai és nápolyi királyné (* 1488/90/92)
- december 23. – Andrea Gritti velencei dózse (* 1455)